# Léon de Locht-Labye
Léon de Locht-Labye, né à Schaerbeek en 1847, est un ingénieur belge.
Ingénieur honoraire des mines, il fut professeur à Université de Liège en tant que répétiteur de mécanique appliquée et de physique industrielle à l'École des Mines de Liège. Il est l'inventeur du pantéléphone. Le 18 juin 1873, il épouse Marie-Thérésa-Françoise Labye.
Il résida au château du Trumly à Trooz, qu'il fit agrandir en 1898. Il décède le 11 octobre 1922 dans son château. Il est inhumé au Cimetière de Robermont à Liège.

## Publications
- Léon de Locht-Labye, La Téléphonie, sa théorie, ses applications. Le Pantéléphone, Paris, Au bureau du journal L'Électricité, 1880, 109 p.Il y décrit son invention le Pantéléphone.
- Léon de Locht-Labye, Mémoire sur l'octroi des concessions de téléphonie locale, Liège, 1880
- Léon de Locht-Labye, « Le téléphone à marteau (hammertelephone) », La Lumière électrique, vol. XV, no 5,‎ 31 janvier 1885, p. 211-214 (lire en ligne)
- Léon de Locht-Labye, « La transmission téléphonique de la parole par des courants électriques discontinus », La Lumière électrique, vol. XV, no 11,‎ 14 mars 1885, p. 503-510 (lire en ligne)
- Locht-Labye (de), Legrand, Précis du cours de géométrie descriptive professé à l'Université de Liège. Partie I : Géométrie descriptive pure, Liège, Cluck, 1906, 295 p.Voir note[4]

## Note
1. 1 2  Genealogicum Belgicum, 1967 (lire en ligne)
2. ↑  Société scientifique de Bruxelles, Annales de la Société scientifique de Bruxelles, Société scientifique de Bruxelles, 1813 (lire en ligne)
3. ↑  « Le château du Trumly (La Lonhienne) - Le Passeur (d'idées) », sur www.infotrooz.be, 5 juillet 2016 (consulté le 14 février 2020)
4. ↑  Listé dans Bulletin of the American Mathematical Society, Volume 13, Number 8 (1907), p. 421